# Randy Givens
Randy Givens, de son nom complet Bernadette Jenelle Givens (née le 27 mars 1962 à Alexandria) est une athlète américaine, spécialiste du 200 mètres. 
Elle est double médaillée d'or aux Jeux panaméricains et aux Universiades de 1983.

## Biographie
Étudiante à l'université d'État de Floride où elle porte les couleurs des Seminoles de Florida State de 1981 à 1984, Randy Givens remporte quatre épreuves aux championnats NCAA féminins de 1984 : 100 m, 200 m et les deux relais, contribuant au titre NCAA remporté par la FSU,.
Forte d'un record personnel sur 200 mètres de 22 s 31, établi lors des championnats des États-Unis de 1983, elle est sélectionnée pour participer aux premiers championnats du monde, où elle est éliminée au stade des demi-finales. La même année, elle réussit le doublé 200 m / relais 4 × 100 mètres aux Universiades d'Edmonton. Elle fait de même lors des Jeux panaméricains.
En 1984 elle termine troisième des sélections olympiques américaines derrière Valerie Brisco-Hooks et Florence Griffith. Aux Jeux olympiques de Los Angeles elle prend la sixième place de la finale en 22 s 36 tandis que ses deux compatriotes réalisent le doublé.

## Palmarès
| Date | Compétition        | Lieu         | Résultat | Épreuve   | Performance |
| ---- | ------------------ | ------------ | -------- | --------- | ----------- |
| 1983 | Universiades       | Edmonton     | 2e       | 100 m     | 11 s 16 (w) |
| 1983 | Universiades       | Edmonton     | 1re      | 200 m     | 22 s 47     |
| 1983 | Universiades       | Edmonton     | 1re      | 4 × 100 m | 42 s 82     |
| 1983 | Jeux panaméricains | Caracas      | 1re      | 200 m     | 23 s 14     |
| 1983 | Jeux panaméricains | Caracas      | 1re      | 4 × 100 m | 43 s 21     |
| 1984 | Jeux olympiques    | Los Angeles  | 6e       | 200 m     | 22 s 36     |
| 1987 | Jeux panaméricains | Indianapolis | 2e       | 200 m     | 22 s 71 (w) |

## Records
| Épreuve | Performance | Lieu         | Date          |
| ------- | ----------- | ------------ | ------------- |
| 100 m   | 11 s 27     | Tallahassee  | 21 avril 1984 |
| 200 m   | 22 s 31     | Indianapolis | 19 juin 1983  |